# Casa de Milan Piroćanac
La casa de Milan Piroćanac se encuentra en Belgrado, en el rincón de las calles Francuska y Simina, y tiene el estatus del monumento cultural.

## Arquitectura
La casa fue construida aproximadamente en el año 1884, para Milan Piroćanac, supuestamente según el proyecto del arquitecto Jovan Ilkić, como un ejemplo típico de la arquitectura urbana representante de aquel tiempo. El Piroćanac, como decía a su amigo, Milan Milićević, gastó  para la construcción de su casa los 4000 monedas de oro que recibió cuando vendió su propiedad, y además, tuvo que pedir un préstamo del banco Lender.
El efecto representativo del proyecto de la casa, según el entonces predominante academicismo con detalles del neorrenacimiento en fachadas, todo concebido como una villa independiente, fue logrado con una base de composición simétrica y exterior exquisitamente decorativo. En el año 1934. fue añadida la mansarda. El friso decorativo esgrafiado, puesto en una zona amplia entre las ventanas en la primera planta, que fue destruido durante la renovación añadía un valor especial a la fachada enyesada.
Plástico de yeso de los techos y las paredes, balaustradas de hierro forjado y partes de muebles de artesanía alta aportan a una impresión total de lujo. Una parte significante de la vida política y cultural  de Belgrado y Serbia del fin del siglo XIX tuvo lugar en esta casa. Después, el edificio sirvió para misiones diplomáticas, y desde Segunda Guerra Mundial ahí se encuentra el sede de Asociación de escritores de Serbia.
En la casa vivieron:
- De 1884. a 1901. La familia Piroćanac
- De 1901. a 1914. En el edificio fue ubicada la Embajada de Turquiá
- De 1919. a 1934. La Embajada de EE.UU
- De 1934. a 1940. El auto-club del Reino de Yugoslavia
- Después La Asociación de escritores de Serbia, La Asociación de escritores de Yugoslavia, „Gaceta Literaria“, „El Contemporáneo“, La Asociación de traductores y El Club literario.

## Fotos

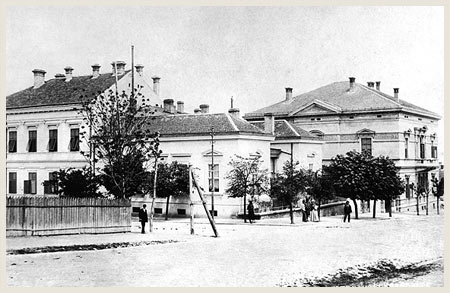
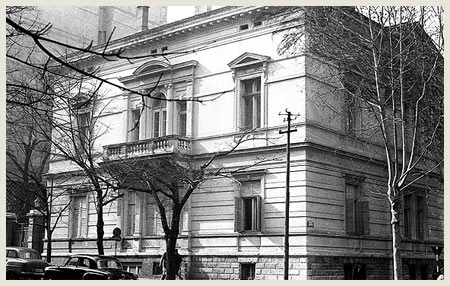
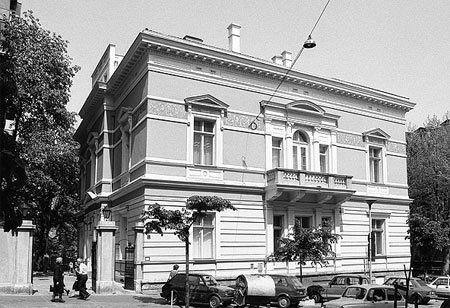
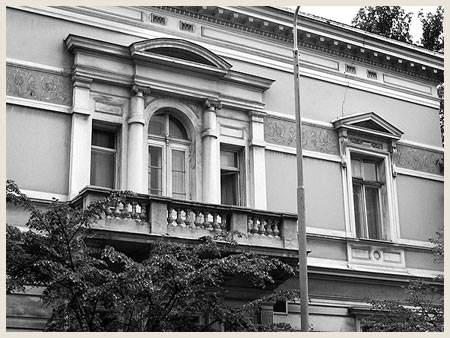
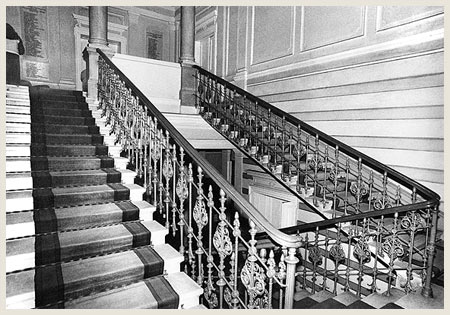
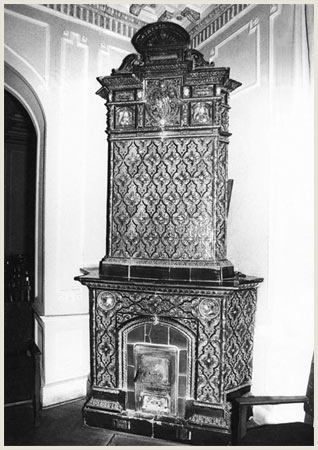